# Neckera sulcata
Neckera sulcata là một loài rêu trong họ Neckeraceae. Loài này được (Hook.) Müll. Hal. mô tả khoa học đầu tiên năm 1850.